# Forze terrestri georgiane
Le Forze terrestri georgiane (in georgiano: საქართველოს სახმელეთო ძალები Sak'art'velos Sakhmelet'o Dzalebi) sono la componente delle forze terrestri delle forze di difesa della Georgia. Esse sono la più grande arma delle forze armate e costituiscono il grosso delle FDG.

## Storia

### XX secolo
Dopo il crollo dell'Unione Sovietica la Georgia venne lasciata praticamente senza esercito. Accanto alla Guardia Nazionale, le forze terrestri costituirono il nucleo dell'esercito georgiano. La maggior parte delle brigate di fanteria vennero create sulla base delle vecchie formazioni sovietiche. In precedenza, il XXXI Corpo d'armata dell'esercito sovietico (l'ex 9ª Armata) era di stanza presso l'ex RSS georgiana. Nel numero di Jane's Intelligence Review del luglio 1993 venne riferito che il XXXI Corpo d'armata aveva abbandonato Kutaisi (presumibilmente per la Russia) entro la fine del mese del luglio 1993.
Il XXXI Corpo d'armata aveva, al momento della dissoluzione dell'Unione Sovietica, quattro divisioni, due delle quali divennero basi militari russe, parte del Gruppo delle forze russe della regione transcaucasica. Le altre due sembrano essere transitate in formazioni georgiane, dato che le brigate georgiane appaiono nelle stesse posizioni, dopo che le divisioni si sciolsero. La 10ª Divisione motorizzata delle guardie ad Akhaltsikhe venne sostituita col tempo dalla 22ª Brigata motorizzata, e la 152ª Divisione motorizzata a Kutaisi col tempo venne sostituita dalla 21ª Brigata motorizzata. La 25ª Divisione Motorizzata era situata a Batumi, con Roman Dumbadze comandante di brigata dal 2004.
All'inizio del 1996 Richard Woff scrisse in Jane's Intelligence Review che le forze terrestri erano comandate dal maggio 1994 dal maggiore generale Gudzha Kurashvili. Disse che comprendevano cinque brigate: la 1ª delle guardie (Guardia Nazionale della Georgia), la 2ª (Senak'i), l'11ª (Tbilisi), la 21ª (Kutaisi), e la 25ª (Agiaria), così come una brigata di artiglieria. Disse che la brigata di artiglieria, la 1ª Brigata d'Artiglieria della Riserva dell'Alto Comando, era stata stabilita il 10 novembre 1993, e aveva origine da un battaglione di artiglieria formato a Tblisi nel dicembre 1991.

### XXI secolo
All'inizio del XXI secolo, l'esercito georgiano era trascurato in termini di equipaggiamento e addestramento. La soluzione del governo georgiano fu quella di chiedere un aiuto esterno nell'addestramento del suo esercito. 

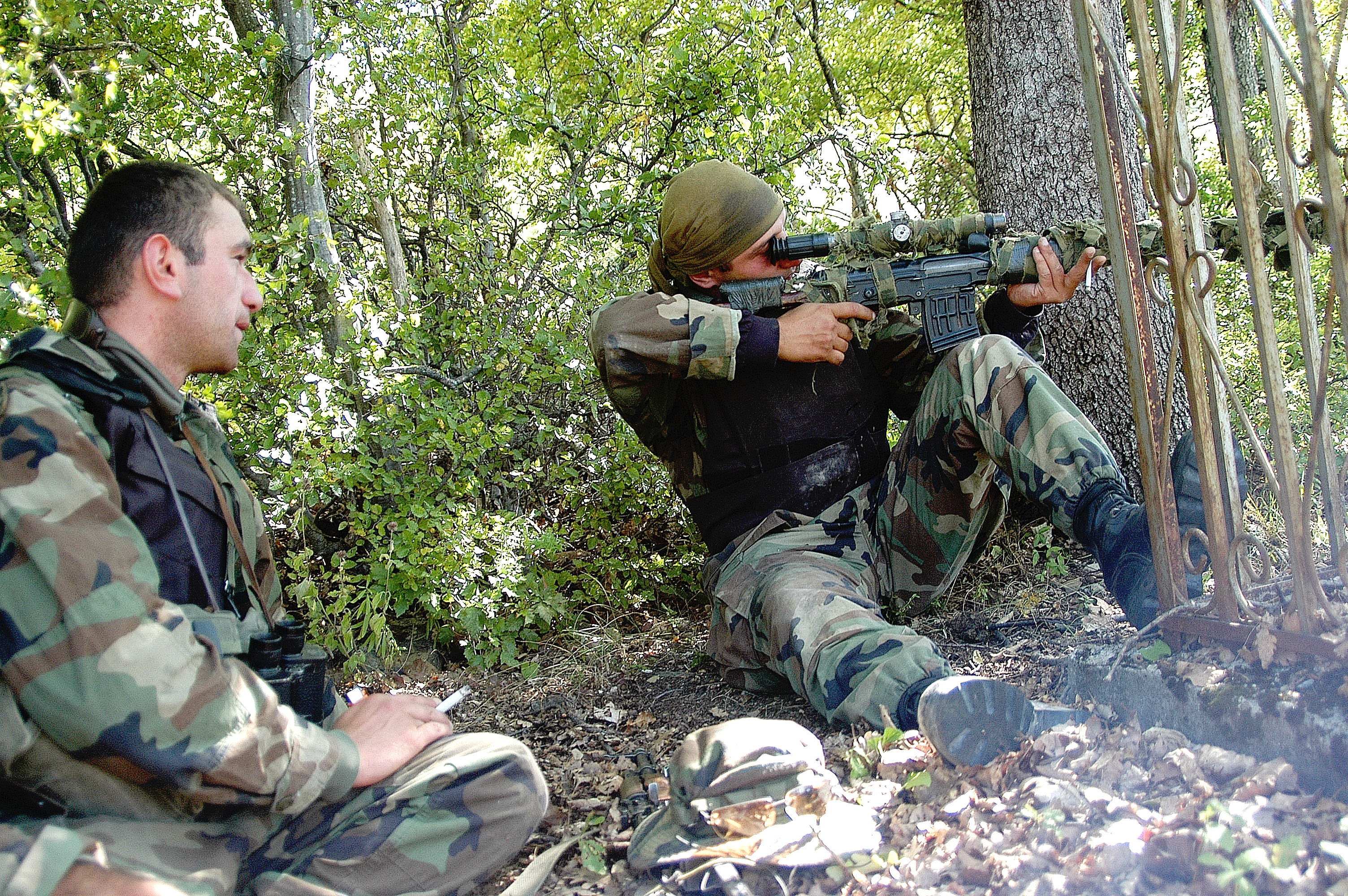
Un cecchino georgiano ingaggia soldati osseti durante la seconda guerra in Ossezia del Sud.

 Gli Stati Uniti accettarono di aiutare a trasformare l'esercito georgiano in una forza di combattimento efficace. Il Georgia Train and Equip Program (GTEP) era un programma statunitense di 64 milioni $ di 18 mesi, volto ad aumentare le capacità delle forze armate georgiane attraverso l'addestramento e l'equipaggiamento di quattro battaglioni da 600 uomini con armi leggere, veicoli e comunicazioni. Il programma consentì agli Stati Uniti di accelerare i finanziamenti dell'esercito georgiano per l'operazione Enduring Freedom.
All'inizio di aprile 2004, il ministro della difesa georgiano sollevò il generale Dumbadze, comandante della 25ª Brigata motorizzata, dal suo comando. Lo accusò di disobbedire agli ordini di Tbilisi e di lavorare per conto di Aslan Abashidze per bloccare l'autostrada che collega l'Agiaria al resto della Georgia. Quando venne nominato un nuovo comandante, Dumbadze si ammutinò, prendendo circa 300 soldati agiari e alcune armi pesanti con sé.
Nell'agosto del 2008, dopo una serie di scontri feroci in Ossezia del Sud, la Georgia tentò di prendere il territorio separatista con la forza. Nel conflitto militare risultante con la Russia, la Georgia venne cacciata dall'Ossezia del Sud e dall'Abcasia, e perse in parte le sue capacità militari. Secondo il ministro della difesa Davit Kezerashvili, la Georgia perse materiale del valore di $ 400.000.000. Le forze russe confiscarono un totale di 1.728 armi da fuoco. Dei suoi originali 200 carri armati T-72 di partenza, più di 65 vennero persi, di cui 24 che vennero catturati intatti. Un totale di 50 pezzi di attrezzature militari vennero catturati e alcuni altri distrutti. Le parti delle unità di artiglieria e antiaeree relativamente moderne della Georgia vennero catturate e successivamente distrutte. Nonostante queste perdite per lo più non di combattimento, il presidente Mikheil Saakashvili affermò che la Georgia aveva perso meno del 5% delle sue capacità d'armamenti militari, in disaccordo con le figure militari georgiane. La Georgia perse 171 soldati durante il conflitto.

### Missioni di peacekeeping

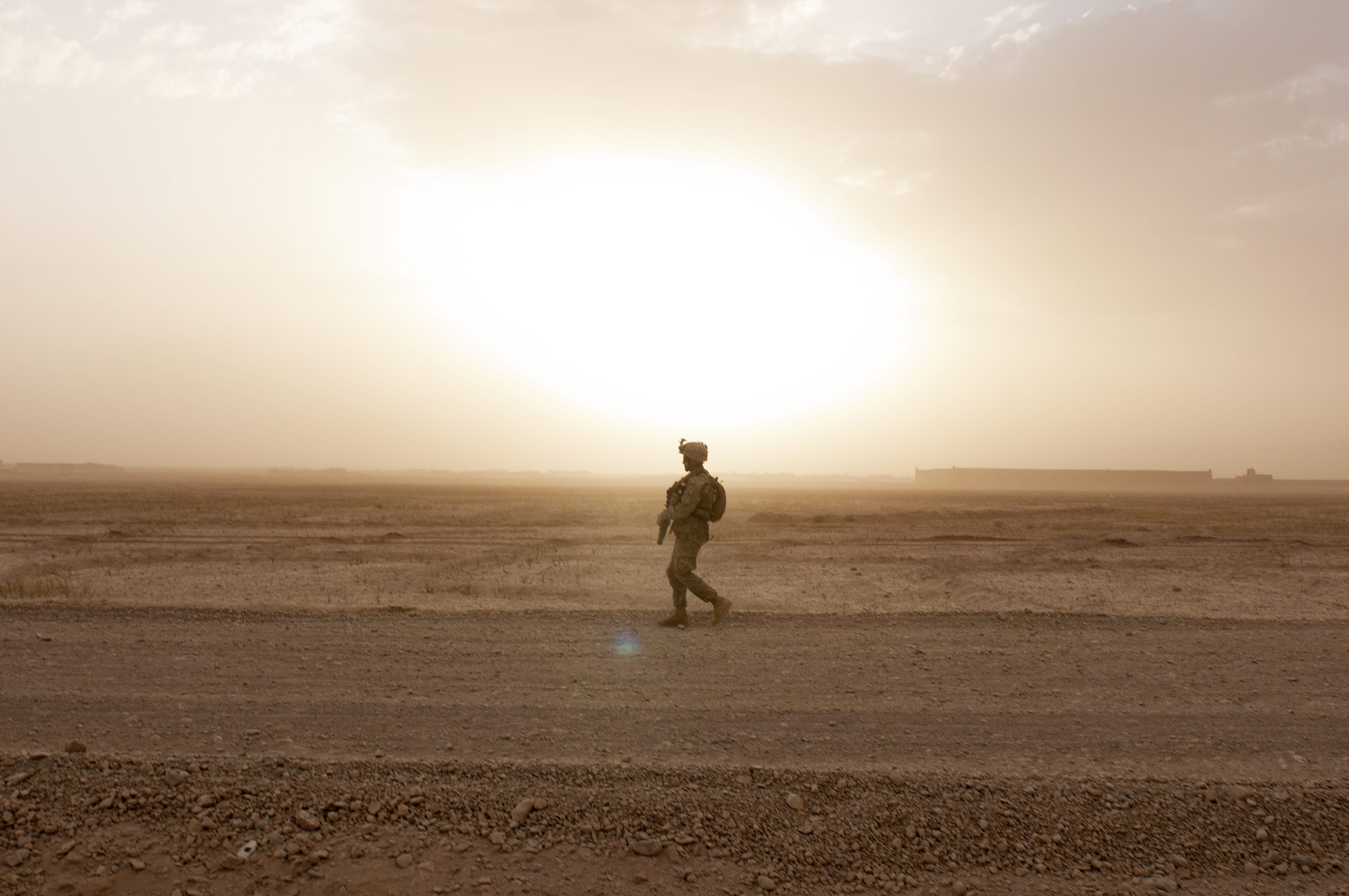
Un soldato georgiano analizza l'attività nemica mentre è di pattuglia nella provincia di Helmand, Afghanistan.

Circa 200 soldati georgiani vennero schierati in Kosovo (KFOR) nel 1999-2008, 70 vennero schierati in Iraq (OIF) nel 2003 e 50 in Afghanistan nel 2004 (ISAF). Dal 2004 in Iraq sono stati 300 i soldati georgiani. Dal 2005 circa 850 soldati stavano servendo sotto il comando della coalizione (OIF e UNAMI). Nel luglio 2007 la Georgia inviò un extra di 1.400 soldati in Iraq; che portò il numero totale di soldati in Iraq a 2.000. Circa 300 di questi soldati vennero assegnati alla task force Petro e stazionati a COP Cleary al di fuori della città di Wahida vicino Salman Pak. L'8 agosto 2008 la Georgia annunciò che ritirerà 1.000 soldati dall'Iraq a causa dell'aumento delle ostilità con la Russia. La loro preparazione e formazione delle competenze vengono valutate al massimo livello dagli esperti internazionali. L'8 agosto 2008 la Georgia annunciò il ritiro delle sue truppe dall'Iraq a causa delle crescenti ostilità con la Russia. Il 10 e l'11 agosto l'intero contingente venne riportato in Georgia in aereo.
Quindi, grazie alla partecipazione alle missioni internazionali di peacekeeping, i membri militari sono in grado di ottenere esperienza pratica e mostrare disponibilità a collaborare con la NATO e con le forze di altri Paesi partner.
La Georgia schierò un battaglione di fanteria in Afghanistan nel 2010. Nel novembre 2012, la Georgia raddoppiò il numero di truppe schierate per combattere con le forze guidate dalla NATO in Afghanistan ad oltre 1.500 soldati. La Georgia ha 1.570 soldati che servono lì, rendendo il piccolo Paese del Caucaso di 4,5 milioni di persone il più grande contributore non NATO alla missione in Afghanistan. Attualmente ci sono più di 880 soldati da combattimento georgiani schierati in Afghanistan, dove la Georgia ha finora subito 32 morti ed oltre un centinaio di feriti. Nel settembre 2012, la Georgia dichiarò che avrebbe continuato i suoi contributi in Afghanistan dopo il ritiro della NATO del 2014.

## Struttura

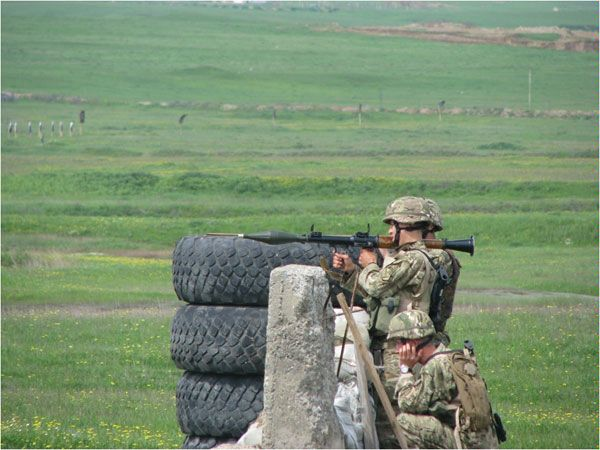
Soldati georgiani si preparano a sparare un RPG durante l'addestramento.

Le forze terrestri georgiane sono divise in comando est e comando ovest. Sono principalmente unità dell'esercito delle dimensioni di brigata e di battaglione. La maggior parte delle forze terrestri è composta da quattro brigate di fanteria regolare e due brigate di artiglieria. Inoltre schiera una brigata del genio, una brigata di difesa aerea, un battaglione radio, un battaglione di ricognizione tecnica, un battaglione medico, due battaglioni anticarro autonomi e un battaglione di fanteria leggera autonomo. Ci sono anche formazioni non regolari che sono le forze per le operazioni speciali, l'intelligence militare e la polizia militare.
| Nome                                    | Luogo                    |
| --------------------------------------- | ------------------------ |
| 1ª Brigata fanteria                     | Tbilisi                  |
| 2ª Brigata fanteria                     | Senak'i                  |
| 3ª Brigata fanteria                     | Kutaisi                  |
| 4ª Brigata fanteria                     | Base militare di Vaziani |
| 5ª Brigata fanteria                     | Gori                     |
| 1ª Brigata d'artiglieria                | Base militare di Vaziani |
| 2ª Brigata d'artiglieria                | Khoni                    |
| Brigata del Genio                       | Tbilisi                  |
| Brigata dell'Aviazione                  |                          |
| Brigata di difesa aerea                 |                          |
| 12º Battaglione fant. legg. "Commando"  | Adliya                   |
| 13º Battaglione fant. legg. "Shavnabad" | Adliya                   |
| Battaglione comunicazioni indipendente  | Saguramo                 |
| Battaglione radio indipendente          | Kobuleti                 |
| Battaglione comunicazioni indipendente  |                          |
| Battaglione medico indipendente         | Saguramo                 |

### Composizione da combattimento
- 1ª Brigata fanteria
  - 11º Battaglione fanteria
  - 12º Battaglione fanteria
  - 13º Battaglione fanteria
- 2ª Brigata fanteria
  - 21º Battaglione fanteria
  - 22º Battaglione fanteria
  - 23º Battaglione fanteria
- 3ª Brigata fanteria
  - 31º Battaglione fanteria
  - 32º Battaglione fanteria
  - 33º Battaglione fanteria
- 4ª Brigata fanteria
  - 41º Battaglione fanteria
  - 42º Battaglione fanteria
  - 43º Battaglione fanteria
- 5ª Brigata fanteria
  - 51º Battaglione fanteria
  - 52º Battaglione fanteria
  - 53º Battaglione fanteria

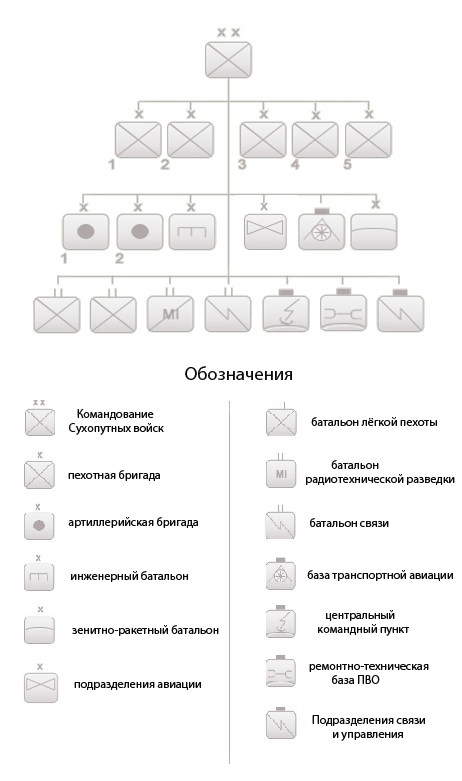
Struttura delle forze terrestri.

- 12º Battaglione fanteria leggera "Commando"
- 13º Battaglione fanteria leggera "Shavnabad"
- 1ª Brigata d'artiglieria
- 2ª Brigata d'artiglieria
- Brigata del Genio
- Brigata dell'Aviazione
  - Squadriglia aereo
  - Squadriglia elicotteri
- Brigata di difesa aerea
- Battaglione comunicazioni indipendente

## Equipaggiamento storico e produzione domestica
Dal 1992 al 2003 tutto l'esercito georgiano si affida pesantemente all'equipaggiamento militare sovietico che ottenne antiquato nel corso del tempo e per la maggior parte rotto a causa di cattiva manutenzione. Più di 100 T-55 vennero dismessi e demoliti dal 2000, lasciandone solo una dozzina nell'inventario. Numerosi altri armamenti militari, tra cui i carri armati T-72, vennero donati alle forze armate del ministero degli interni, ma anche questi vennero dismessi nel 2004 grazie al loro processo di riorganizzazione. Dal 2001 la Georgia ha iniziato ad aspirare l'adesione alla NATO ed alla valorizzazione delle capacità militari, in collaborazione con numerosi fornitori post-sovietici, come la Repubblica Ceca e l'Ucraina.
Nel 2003 il governo georgiano intraprese sforzi per l'acquisizione di armamenti moderni, che includevano un pacchetto di consegna da Israele in un classificato numero di sistemi di difesa aerea e armi di piccolo calibro. Gli ampliamenti del contratto, che prevedeva una fornitura a lungo termine di carri armati Merkava III-IV, vennero ripetutamente respinti da parte israeliana. Così la Georgia cominciò a comprare grandi quantità di carri armati T-72, che portarono ad uno scandalo che coinvolse la consegna di decine di T-72 rotti dall'Ucraina. Anche se il nuovo piano ottenne la revoca, un grande parco corazzato venne fondato nel giro di pochi anni, e nel 2005 l'esercito georgiano era in grado di mettere in campo oltre 170 carri armati durante le esercitazioni. Con l'aiuto di Israele e della Polonia, una grande porzione di carri armati T-72 vennero trasferiti con l'elettronica moderna. Nel 2007 la Georgia iniziò l'acquisizione di armamenti più moderni dalla Turchia e da altri membri della NATO.
Durante la guerra in Ossezia del Sud, l'esercito georgiano subì numerose perdite di materiale, tra cui i carri armati recentemente aggiornati e i veicoli da combattimento di fanteria, che fece fatica a contenere. Dopo la guerra, la Georgia iniziò a colmare queste lacune con rinnovati accordi e aumentò i suoi sforzi per migliorare le capacità di difesa del Paese. A causa della mancanza di sostegno da parte dei suoi alleati e ai blocchi di consegna delle armi imposti dai russi in Georgia, si trovò la necessità di trovare alternative.
Fino al 2009 la Georgia era in grado di produrre solo uniformi e giubbotti antiproiettile, elmetti che furono così limitati in quantità che non incontrarono mai i requisiti numerici rendendo così la Georgia ancora dipendente dai fornitori stranieri. La Georgia utilizza una serie di attrezzature di produzione nazionale che sono in produzione di massa dal 2009. Questi includono fino a sette veicoli terrestri, armi e diversi veicoli ed aerei di ricognizione.
Dopo due anni di sviluppo, il paese presentò il suo primo veicolo di trasporto di produzione locale dal nome Didgori. Nel 2012 venne presentato il secondo veicolo da combattimento sviluppato a livello nazionale, chiamato veicolo da combattimento della fanteria Lazika. Lo sviluppo dei due nuovi veicoli e dei sistemi di artiglieria, come il ZCRS-122, iniziarono l'industria delle armi georgiane ed eliminarono una certa quantità di dipendenza dai fornitori esteri.
Il blocco delle armi, in gran parte non ufficiale, venne infine revocato a seguito del vertice del Galles del 2014. La Georgia strinse diversi accordi con la Francia nel 2015 per acquisire radar e missili per la difesa aerea più avanzati come i sistemi GM-200 / GM-403 e Mistral, che vennero consegnati nel 2018. Sono previsti ulteriori collaborazioni e contratti per continuare a migliorare le capacità in quell'area.
Nel gennaio 2018, la Georgia ricevette anche circa 72 lanciamissili FGM-148 e un primo lotto di circa 410 missili dagli Stati Uniti per migliorare le sue capacità di difesa anticarro.